# 楊難當
楊難當（?—?），氐人，在429年至442年間任仇池（今中國甘肅南一帶）首領。
楊難當是前仇池首領楊玄之弟。429年楊玄去世，其子楊保宗繼位。楊難當之妻姚氏勸難當自立，難當乃廢保宗，自稱都督雍、涼、秦三州諸軍事、征西大將軍、開府儀同三司、秦州刺史、武都王。
430年，宋文帝以楊難當為冠軍將軍、秦州刺史、武都王。432年，宋進楊難當為征西將軍。433年，北魏拜楊難當為征南大將軍、開府儀同三司、秦、梁二州牧、南秦王。同年楊難當攻佔漢中，次年被宋軍收復，難當向宋文帝遣使奉表謝罪，帝下詔赦之。
436年楊難當自稱大秦王，改元建義，立妻為王后，世子為太子，置百官皆如天子之制，然猶貢奉宋、魏不絕。440年，楊難當復稱武都王。441年，楊難當入侵四川，次年被宋軍擊敗，宋人立楊保熾守仇池，難當逃入北魏。
有子杨顺。
| 前任： 楊保宗 | 仇池首領 429年—442年 | 繼任： 楊保熾 |